# Plant Design Management System

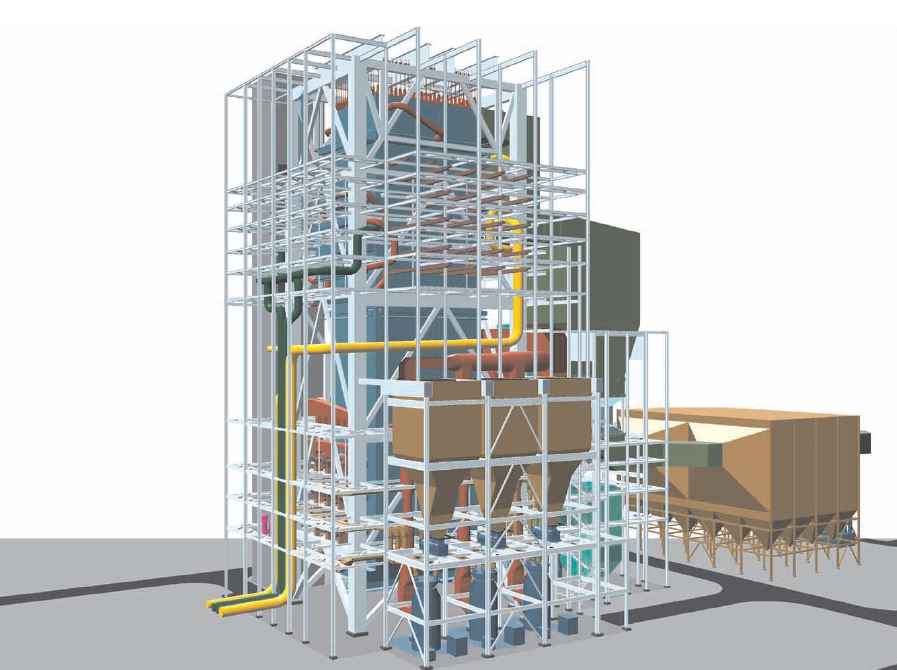
Anlagenplanung in PDMS (Beispiel anhand eines bis um die 100 m hohen Kesselhauses eines Kohlekraftwerks)

Das Plant Design Management System (PDMS) war der Name eines 3D-Planungssystems, also eine computer-aided design-Anwendung die speziell zur Anordnungsplanung meist im Anlagenbau dient. Häufige Einsatzgebiete des PDMS sind die Planung von verfahrenstechnischen Anlagen wie Chemiewerke, Kraftwerke, Raffinerien, Ölplattformen und Papierherstellung. Ebenso dient das PDMS der Anordnung von Maschinenstandplätzen in einer Produktionshalle. Teilweise wird die Funktion vom PDMS auch von CAD-Programmen wie CATIA in einem kleineren Umfang angeboten.
Das Produkt wurde vom Hersteller Aveva rebranded von PDMS auf Everything3D und schließlich zu E3D. Die Funktionen von E3D übersteigen die von PDMS signifikant.

## Funktionsumfang
In den von PDMS verwalteten Datenbanken lassen sich alle notwendigen Bauteile darstellen.
- Ausrüstungen (Apparate, Pumpen, Wärmetauscher, Sammler) (Equipment)
- Rohrleitungen (Piping)
- Stahlbau (Steelwork)
- Betonstrukturen (Civil Arrangement)
- Kabeltrassen
- Lüftungskanäle (HVAC)

Einzelnen Objekten lassen sich alle notwendigen Informationen zuordnen. So lässt sich beispielsweise hinter jeder Rohrleitung die Information über Nennweite, das Material, die Betriebstemperatur etc. hinterlegen.
Rohrleitungsisometrien und 2D-Pläne können dynamisch über ein Regelwerk erstellt werden.

## Geschichte
Angeregt vom UK Ministry of Technology, dem heutigen Department of Trade and Industry (DTI), wurden an der  Universität Cambridge Ende der 60er Jahre die ersten Forschungsarbeiten aufgenommen, die untersuchen sollten, ob es möglich ist, 3D-Grundkörper zu verwenden und diese zur Abbildung komplexerer Zusammenstellungen (z. B. Rohrleitungen im Chemieanlagenbau) zu nutzen. Aus diesen Arbeiten entstand das Plant Design Management System, das heute von der Fa. AVEVA, Cambridge, UK, vermarktet wird. Einer der Pioniere, der die Entwicklung vom Plant Design Management System am Computer-Aided Design Centre (bzw. CADCentre → heute AVEVA) leitete, war Dr. Richard G. Newell.